# Canadá A
Canadá A es la segunda selección de rugby de Canadá regulada por la unión de ese país.

## Participación en copas
| - Americas Rugby Championship 2009: no participó * - Americas Rugby Championship 2010: 2º puesto - Americas Rugby Championship 2012: 2º puesto - Americas Rugby Championship 2013: 3º puesto - Americas Rugby Championship 2014: 3º puesto (*) sólo jugó un partido no oficial con Jaguares | - AP Challenge 2016: 6º puesto (último) - AP Challenge 2017: 6º puesto (último) - AP Challenge 2018: 5º puesto - AP Challenge 2021: no participó - Tour a las islas británicas 2016: ? - Pacific Challenge 2015: 3º puesto |